# 北野祐次
北野 祐次（きたの ゆうじ、1924年8月3日 - 2013年2月12日）は、日本の実業家。関西スーパーマーケットの創業者でもある。

## 来歴・人物
大阪府出身。1941年に私立中外商業学校(現在の兵庫県立尼崎北高等学校)を卒業。大阪鉄道管理局での勤務を経て、1959年に関西スーパーマーケットを設立し、社長に就任。2002年4月には会長に就任。。
1985年4月に藍綬褒章を受章した。。
2013年2月12日、肺炎のために死去。88歳没。